# Pfaffenheide-Wörpener Bach
Koordinaten: 51° 54′ 31″ N, 12° 28′ 28″ O
Pfaffenheide-Wörpener Bach ist ein Naturschutzgebiet in der Stadt Coswig (Anhalt) im Landkreis Wittenberg in Sachsen-Anhalt.
Das Naturschutzgebiet mit dem Kennzeichen NSG 0174 ist rund 484 Hektar groß. Es ist deckungsgleich mit dem FFH-Gebiet „Pfaffenheide-Wörpener Bach nördlich Coswig“ und zum größten Teil vom Landschaftsschutzgebiet „Roßlauer Vorfläming“ umgeben. Das Gebiet steht seit Ende 1997 unter Schutz (Datum der Verordnung: 22. Dezember 1997). Zuständige untere Naturschutzbehörde ist der Landkreis Wittenberg.
Das Naturschutzgebiet liegt direkt nördlich von Coswig (Anhalt) im Naturpark Fläming. Es stellt einen Eichen-Mischwaldkomplex und das Tal des Wörpener Bachs in einer von der Saale-Kaltzeit geprägten Moränenlandschaft unter Schutz. Die Waldgesellschaften werden von Eichen-Hainbuchenwäldern dominiert. In der Krautschicht siedeln Zweiblättrige Schattenblume, Nestwurz, Salomonssiegel, Türkenbund, Behaarte Segge, Waldbingelkraut, Kleine Wiesenraute, Waldlabkraut, Breitblättriger Sitter, Bärenschote, Waldsegge, Geflecktes Lungenkraut, Süße Wolfsmilch, Ährige Teufelskralle, Leberblümchen, Nickendes Perlgras und Langblättriges Waldvöglein. Dieses hat hier sein individuenreichstes Vorkommen in Mitteldeutschland. Stellenweise sind auch Nadelforste mit Kiefer und Lärche zu finden. Hier wird die Krautschicht insbesondere an leicht vermoorten Standorten aus Keulenbärlapp, Glockenheide, Moosauge, Birngrün, Grünblütigem Wintergrün und Kleinem Wintergrün gebildet.
Entlang des Wörpener Bachs, dessen Sohle überwiegend aus Sand besteht, stocken Erlenbruchwald und Winkelseggen-Eschenwald. Stellenweise ist größtenteils brachliegendes Grünland zu finden. Auf feuchten Standorten entwickeln sich Feuchtstaudenfluren mit individuenreichen Beständen des Breitblättrigen Knabenkrauts. Weiterhin siedeln hier Echtes Mädesüß, Sumpfstorchschnabel, Waldengelwurz und Bachnelkenwurz. Im Bach leben u. a. Bachneunauge, Bachforelle und Bachschmerle. Die Niederung und Kleingewässer sind Lebensraum von Grasfrosch, Moorfrosch und seltener auch Teichfrosch sowie Erdkröte. Am Bach brüten Eisvogel und Gebirgsstelze. Auch verschiedene Eintags-, Stein- und Köcherfliegen sowie der Europäische Bachhaft finden hier einen Lebensraum.
Das Naturschutzgebiet ist größtenteils von weiteren Wäldern umgeben. Im Südwesten und Nordosten grenzt es auch an landwirtschaftliche Nutzflächen. Im Westen grenzt das Naturschutzgebiet an die Bundesstraße 107, im Südosten verläuft eine Kreisstraße durch das Naturschutzgebiet. Die als B 187n geplante Ortsumgehung Coswig würde im äußersten Südwesten das Naturschutzgebiet queren. Verschiedene Waldwege im Naturschutzgebiet werden auch als Wanderwege genutzt.